# Phoradendron longiarticulatum
Phoradendron longiarticulatum är en sandelträdsväxtart som beskrevs av C.T. Rizzini. Phoradendron longiarticulatum ingår i släktet Phoradendron och familjen sandelträdsväxter. Inga underarter finns listade i Catalogue of Life.